# 大維斯托羅普
50°41′48″N 34°47′6″E / 50.69667°N 34.78500°E
大維斯托羅普（烏克蘭語：Великий Вистороп）是位於烏克蘭東北部的村莊，由蘇梅州蘇梅區的列别金市镇負責管轄。該村處於列甘河畔，距離佩雷利斯基5公里，海拔高度128米，2004年人口982。